# خربة قيافة

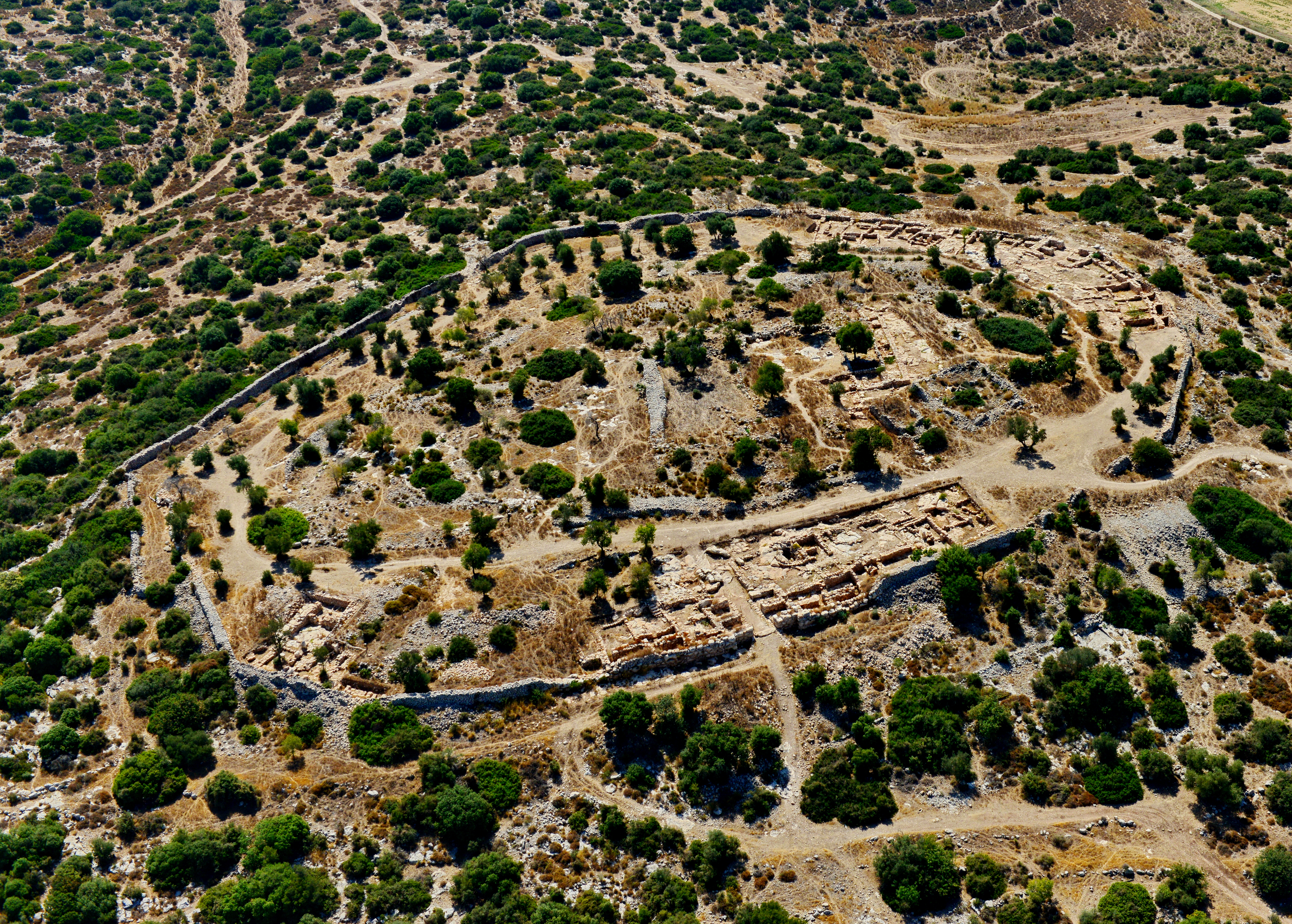
صورة جوية للموقع الأثري خربة قيافة، 2015

خربة قيافة هي موقع أثري يعود إلى العصر الحديدي. يقع الموقع على تل، بالقرب من موقع القرية الفلسطينية المهجرة بيت نتيف أو ما يعرف بيت شيمش اليوم، على بعد حوالي كيلومتر واحد شمال شرق مفترق إيلاه، بين موقعي مدينة سوكوه وعزيقه التاريخيتين.
في العام 2007، بدأ باحثي الآثار يوسف جارفينكل وساعر جانور بإجراء حفريات في الموقع بعد الإبلاغ عن الموقع من قبل السياح والباحثين.
نسب عالم الآثار يوسف جارفينكل الذي ترأس وفد الحفريات في الموقع الاكتشافات القديمة إلى فترة الملك داود ويرى أنها في عهده كانت مملكة مهمة وقوية، كما هو موضح في الكتاب المقدس. ولكن وجهة النظر هذه جدلية ولم يتم إثباتها بعد.
أعلن عن الموقع الأثري وعن الوادي المجاور، وادي السنط، كحديقة وطنية في العام 2016.

## الموقع والسياق الأثري
يقع الموقع في وادي السنط (في العبرية: عيمق هئيلاه)، في مكان له أهمية إستراتيجية في العصر الحديدي في أرض إسرائيل. الموقع على تل على ارتفاع 325 مترًا فوق مستوى سطح البحر، على الجانب الغربي من السهل المرتفع، الطريق المؤدية من سفح ساحل فلسطين إلى الخليل والقدس. على بعد كيلومترين غرب الموقع تقع، تل عزيقه و2.5 كم جنوب شرقها تل سوكوه. وتبلغ مساحة الموقع حوالي 23 دونمًا، مع بقايا مدينة محصنة محاطة بجدار يبلغ عرضه 4.5 متر وارتفاعه 2-3 متر (في الأصل وصل الجدار إلى ارتفاع 6 أمتار)، وله بوابتان. البناء ضخم، من 5 إلى 4 أطنان من الأحجار.
عرف عن الموقع منذ منتصف القرن التاسع عشر وقد ذكر في تقارير باحثين ومستكشفين من العالم الغربي وأولهم المستكشف الفرنسي فيكتور غيرن. وقد ذكر الموقع في واحدة من ثماني بعثات قام بها في فلسطين العثمانية من أجل تحديد الأماكن التاريخية وفقًا للكتاب المقدس ويعتقد أن الموقع كان يسكن من القرن التاسع إلى السادس قبل الميلاد ولكن تبين أن هذا الاكتشاف خاطئ في عام 2007، عندما بدأت مواسم التنقيب في الموقع.

## عملية التنقيب في الموقع
خلال موسم 2007، تم فتح منطقتين للتنقيب. فحصت المنطقة «أ» المجمع المستطيل الكبير في الجزء العلوي من الموقع والمنطقة «ب» نظام التحصين.
المنطقة أ: تم عمل مربع واحد في الجزء العلوي من الموقع تم العثور فيه على طبقتين من الحجارة تدل على فترات مختلفة من العصور الطبقة الأولى من العصر الهلنستي، والثانية من العصر الحديدي.
المنطقة ب: في الجزء الغربي من المنطقة وجد قبل الحفر فتحة كبيرة في الجدار عرضها 10 متر، وخمن أن هذه هي بوابة المدينة. تم فتح أربع مربعات، حفر في واحد منها عمق مترين ونصف، ووجد فيهما فترتين تاريخيتين وهما الفترة الهلنستية (القرنين الثالث والثاني قبل الميلاد) وفترة العصر الحديدي.
تشير نتائج موسم التنقيب إلى أن خربة قيافة كانت حصن قوي في مملكة يهودا، وفقًا لما يتطلبه موقعها على الطريق الرئيسي على الحدود الغربية للدولة. سيوضح استمرار الحفريات مدى فاعليتها كمركز عسكري وإداري.

## نتائج التنقيب
- بوابتان
- نقوش اللغة العبرية القديمة[3]
- 5 منازل على كل جانب من البوابة
- بناية قديمة ضخمة
- نموذج للهيكل الأول[4]